# کارن سواسیان
کارن سواسیان (ارمنی: Կարեն Սվասյան) (روسی: Каре́н Ара́евич Свасья́н) (زادهٔ ۲ ژانویهٔ ۱۹۴۸ – درگذشتهٔ ۹ سپتامبر ۲۰۲۴) یک تاریخ‌نگار فرهنگ و حکمت انسانی، منتقد ادبی و فیلسوف ارمنی بود. وی یکی از شناخته‌ترین فیلسوفان معاصر روسی زبان جهان بود.

## زندگی‌نامه
در ۲ ژانویه ۱۹۴۸ در تفلیس به دنیا آمد و از دانشگاه دولتی ایروان فارغ‌التحصیل شد.
او در ۹ سپتامبر ۲۰۲۴، در ۷۶ سالگی درگذشت. 